# モーリス・ケクラン

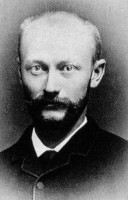
モーリス・ケクラン

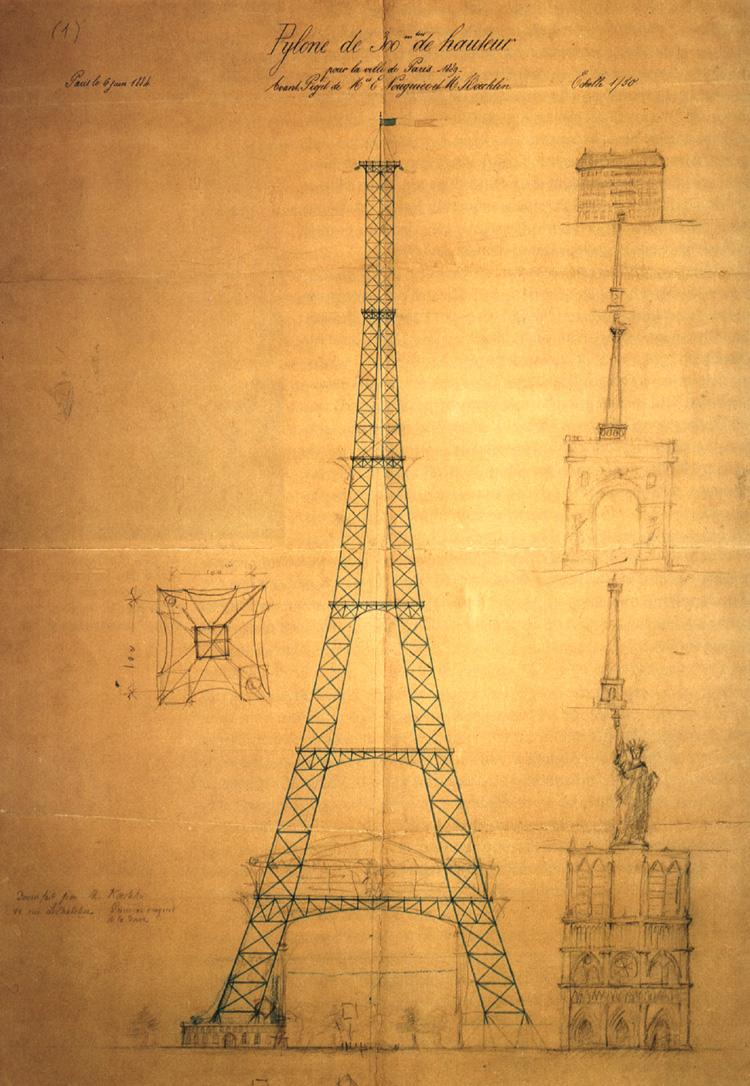
ケクランによるエッフェル塔の素描。1884年頃

モーリス・ケクラン（Maurice Koechlin, 1856年3月8日 - 1946年1月14日）は、フランスの構造家、技師。エッフェル塔の構造の立案者である。

## 人物
アルザス地方オー＝ラン県ブールに生まれ、ミュルーズのリセを卒業したあと、スイスのチューリッヒ工科大学（ETH）で、図式静力学の開発者であるカール・カルマンに学んだ。その後、東鉄道会社（compagnie des chemins de fer de l'Est）の技師となった。1879年に、エッフェル社の鉄骨構造物研究部長となる。1886年2月27日には、スイスのヴェヴェイで、エマ・ロシエと結婚し、後に6人の子をもうけた。
技師のエミール・ヌーギエや、建築家のステファン・ソーウェストルとともに、エッフェル塔の設計案や鉄骨構造の計算に協力した。その後、ギュスターヴ・エッフェルのあとを継いで、ルヴァロワ・ベレ鉄骨構造物建設会社社長、エッフェル社社長に任命された。また、エッフェル塔の構造特許は、エッフェルに買い取られた。
ケクランが携わった仕事はエッフェル塔の立案の他に、ガラビ橋、フレデリク・バルトルディによる自由の女神像の骨格の設計、実現はしなかったがユングフラウ鉄道の計画などである。
1946年に、スイスのヴェトーで没した。ケクランが手がけたエッフェル塔設計図面は、母校のETHに飾られている。なお、レジオンドヌール勲章のオフィシエ章を受賞している。